# Équipe de France de rugby à XV en 2021
 (février 2022).
Si vous disposez d'ouvrages ou d'articles de référence ou si vous connaissez des sites web de qualité traitant du thème abordé ici, merci de compléter l'article en donnant les références utiles à sa vérifiabilité et en les liant à la section « Notes et références ».
L'équipe de France de rugby à XV, en 2021, dispute cinq matchs lors du tournoi des Six Nations, une tournée de trois matchs en Australie puis trois test matchs face à l'Argentine, la Géorgie et la Nouvelle-Zélande. Il s'agit de la deuxième année comme entraîneur pour Fabien Galthié, avec comme manager général Raphaël Ibañez.

## Déroulé

### Tournoi des Six Nations

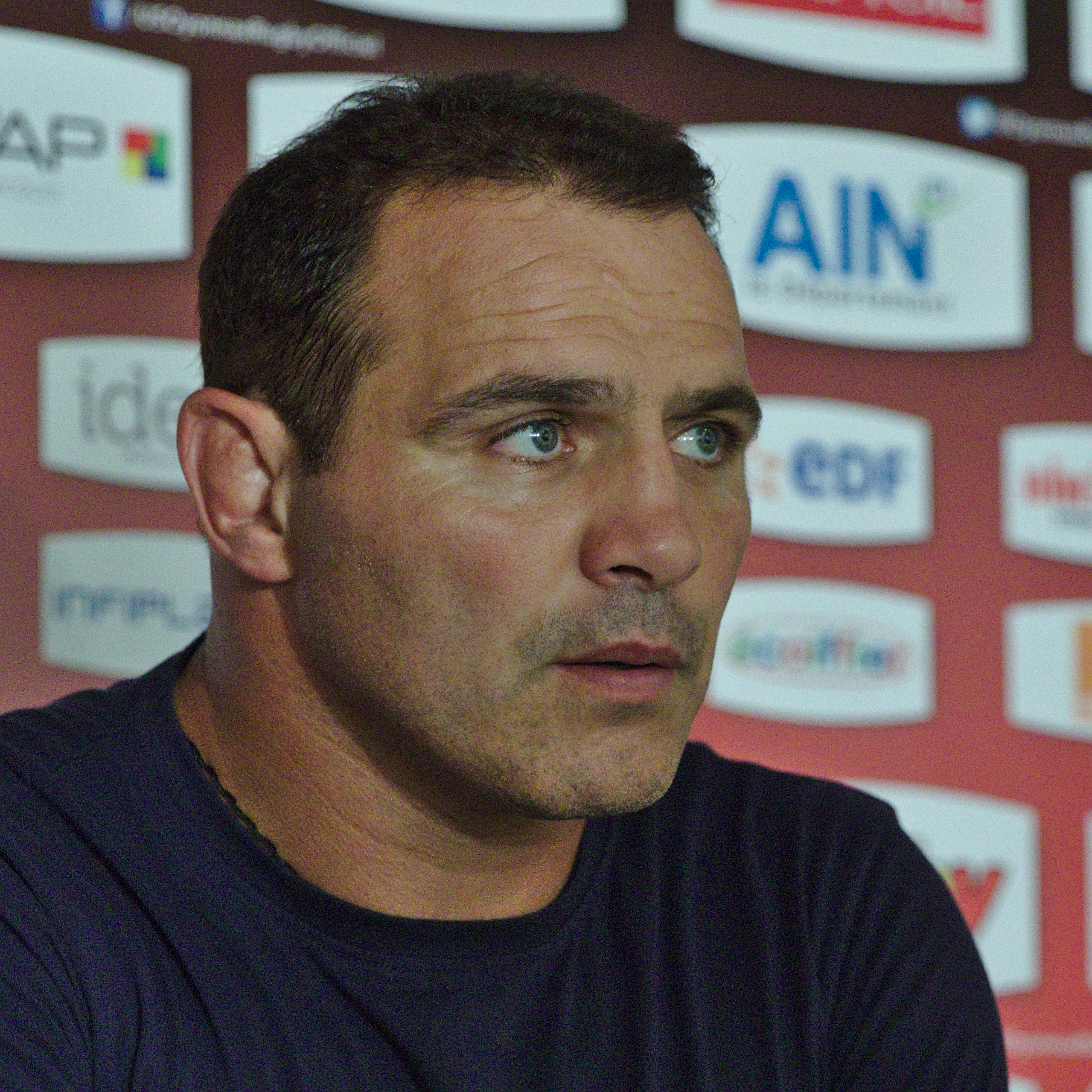
Raphaël Ibañez, manager général de l'équipe de France.

Le XV de France entame son année 2021 avec une victoire 50 à 10 au stade olympique de Rome face aux Italiens pour la première journée du Tournoi des Six Nations. Les hommes de Fabien Galthié enchaînent en l'emportant à l'Aviva Stadium pour la première fois depuis 2011 (13-15) mais sont défaits cinq semaines plus tard face à l'Angleterre au stade de Twickenham à cause d'un essai litigieux de Maro Itoje. Le 20 mars, au Stade de France, les Français parviennent à remporter le match avec le bonus face aux Gallois alors qu'ils étaient menés de 12 points à dix minutes de la fin, inscrivant notamment un essai par Brice Dulin dans les arrêts de jeu. Pour conclure ce Tournoi 2021, les Bleus affrontent l'Écosse au Stade de France. Le match, d'abord prévu le 28 février, avait été reporté à cause de nombreux cas de Covid-19 dans les rangs français. Alors que le XV de France tient la victoire à la fin du temps réglementaire, l'arrière Brice Dulin tente une relance de ses 22 mètres mais perd la balle ce qui permet aux Écossais de marquer l'essai de la gagne. Il s'agit là de la première défaite pour les Bleus au Stade de France depuis celle face au pays de Galles le 1er février 2019. L'équipe de France finit donc à la deuxième place comme lors de l'édition précédente.

### Tournée d'été en Australie
Privé des joueurs des clubs du Stade rochelais et du Stade toulousain, finalistes du Top 14, Fabien Galthié fait tourner son effectif pour la tournée d'été comportant trois matchs en Australie laissant plusieurs cadres au repos. Lors du premier match, les bleus perdent dans les derniers moment après une confusion au moment de sortir le ballon en touche et offrent la pénalité de la gagne aux Australiens qui l'emportent (23-21). Lors du deuxième match, les Bleus l'emportent pour la première fois en terres australiennes depuis 31 ans notamment grâce au pied de leur jeune arrière Melvyn Jaminet, qui passe 23 points dans le match. Le XV de France perd l'occasion de remporter la tournée en s'inclinant quatre jours plus tard 33 à 30 après un match disputé.

### Tournée d'automne
L'équipe de France finit son année 2021 par trois matchs contre l'Argentine, la Géorgie et la Nouvelle-Zélande. Après une victoire laborieuse face aux Argentins au stade de France, les Bleus battent les Géorgiens en inscrivant 41 points à Bordeaux. Lors de ces deux matchs, profitant de l'absence de Virimi Vakatawa blessé, Fabien Galthié tente une nouvelle structure assez inédite pour le XV de France avec une disposition en cinq huitièmes, c'est-à-dire en jouant avec deux ouvreurs, l'un occupant la place de premier centre, avec le Toulousain Romain Ntamack et le bordelais Matthieu Jalibert. Cette disposition n'est pas reconduite face à la Nouvelle-Zélande la semaine suivante. Lors de ce match, les Bleus battent les All Blacks (40-25) pour la première fois depuis 2009 et avec le plus grand écart jamais réalisé face à cette équipe. À l'issue de cette tournée, Antoine Dupont, capitaine après la blessure en juin de Charles Ollivon, est nommé meilleur joueur du monde par World Rugby, il rejoint ainsi les Français Thierry Dusautoir et son entraîneur Fabien Galthié, nommés respectivement en 2011 et 2002.

## Tableau des matchs
| Date             | Lieu                         | Adversaire       | Score   | Type                    | Équipe et marqueurs |
| ---------------- | ---------------------------- | ---------------- | ------- | ----------------------- | --- |
| 6 février 2021   | Stadio Olimpico, Rome        | Italie           | V 10-50 | Tournoi des Six Nations | Brice Dulin - Teddy Thomas, Arthur Vincent, Gaël Fickou, Gabin Villière - (o) Matthieu Jalibert, (m) Antoine Dupont - Grégory Alldritt, Charles Ollivon , Dylan Cretin - Paul Willemse, Bernard Le Roux - Mohamed Haouas, Julien Marchand, Cyril Baille 7 essais (Cretin, Fickou, Vincent, Dulin, Dupont, Thomas x2), 6 transformations (Jalibert x6), 1 pénalité (Jalibert) |
| 14 février 2021  | Aviva Stadium, Dublin        | Irlande          | V 13-15 | Tournoi des Six Nations | Brice Dulin - Damian Penaud, Arthur Vincent, Gaël Fickou, Gabin Villière - (o) Matthieu Jalibert, (m) Antoine Dupont - Grégory Alldritt, Charles Ollivon , Anthony Jelonch - Paul Willemse, Bernard Le Roux - Mohamed Haouas, Julien Marchand, Cyril Baille 2 essais (Ollivon, Penaud), 1 transformation (Jalibert), 3 pénalités (Jalibert x3)                               |
| 13 mars 2021     | Twickenham Stadium, Londres  | Angleterre       | D 23-20 | Tournoi des Six Nations | Brice Dulin - Teddy Thomas, Virimi Vakatawa, Gaël Fickou, Damian Penaud - (o) Matthieu Jalibert, (m) Antoine Dupont - Grégory Alldritt, Charles Ollivon , Dylan Cretin - Paul Willemse, Romain Taofifénua - Mohamed Haouas, Julien Marchand, Cyril Baille 2 essais (Dupont, Penaud), 2 transformations (Jalibert x2), 2 pénalités (Jalibert x2)                              |
| 20 mars 2021     | Stade de France, Saint-Denis | Pays de Galles   | V 32-30 | Tournoi des Six Nations | Brice Dulin - Teddy Thomas, Virimi Vakatawa, Gaël Fickou, Damian Penaud - (o) Matthieu Jalibert, (m) Antoine Dupont - Grégory Alldritt, Charles Ollivon , Dylan Cretin - Paul Willemse, Romain Taofifénua - Mohamed Haouas, Julien Marchand, Cyril Baille 4 essais (Taofifénua, Dupont, Ollivon, Dulin) - 3 transformations (Jalibert x2, Ntamack), 2 pénalités (Ntamack x2) |
| 26 mars 2021     | Stade de France, Saint-Denis | Écosse           | D 23-27 | Tournoi des Six Nations | Brice Dulin - Damian Penaud, Virimi Vakatawa, Arthur Vincent, Gaël Fickou - (o) Romain Ntamack, (m) Antoine Dupont - Grégory Alldritt, Charles Ollivon , Anthony Jelonch - Swan Rebbadj, Bernard Le Roux - Mohamed Haouas, Julien Marchand, Cyril Baille 3 essais (Dulin, Penaud, Rebbadj) - 1 transformation (Ntamack) - 2 pénalités (Ntamack x2)                           |
| 7 juillet 2021   | Suncorp Stadium, Brisbane    | Australie        | D 23-21 | Test match              | Melvyn Jaminet - Damian Penaud, Arthur Vincent, Jonathan Danty, Gabin Villière - (o) Louis Carbonel, (m) Baptiste Couilloud - Sekou Macalou, Anthony Jelonch , Dylan Cretin - Romain Taofifénua, Killian Geraci - Demba Bamba, Gaëtan Barlot, Jean-Baptiste Gros 2 essais (Villière x2), 1 transformation (Carbonel), 3 pénalités (Carbonel x2, Jaminet)                     |
| 13 juillet 2021  | AAMI Park, Melbourne         | Australie        | V 26-28 | Test match              | Melvyn Jaminet - Damian Penaud, Arthur Vincent, Jonathan Danty, Gabin Villière - (o) Louis Carbonel, (m) Baptiste Couilloud - Anthony Jelonch , Cameron Woki, Ibrahim Diallo - Cyril Cazeaux, Pierre-Henri Azagoh - Wilfrid Hounkpatin, Gaëtan Barlot, Jean-Baptiste Gros 1 essai (Penaud), 1 transformation (Jaminet), 7 pénalités (Jaminet x7)                             |
| 17 juillet 2021  | Suncorp Stadium, Brisbane    | Australie        | D 33-30 | Test match              | Melvyn Jaminet - Damian Penaud, Pierre-Louis Barassi, Arthur Vincent, Teddy Thomas - (o) Antoine Hastoy, (m) Baptiste Couilloud - Anthony Jelonch , Cameron Woki, Dylan Cretin - Romain Taofifénua, Pierre-Henri Azagoh - Sipili Falatea, Gaëtan Barlot, Enzo Forletta 3 essais (Couilloud, Woki, Barassi), 3 transformations (Jaminet x3), 3 pénalités (Jaminet x3)         |
| 6 novembre 2021  | Stade de France, Saint-Denis | Argentine        | V 29-20 | Test match              | Melvyn Jaminet - Damian Penaud, Gaël Fickou, Romain Ntamack, Gabin Villière - (o) Matthieu Jalibert, (m) Antoine Dupont - Anthony Jelonch, Cameron Woki, François Cros - Paul Willemse, Thibaud Flament - Mohamed Haouas, Julien Marchand, Cyril Baille 2 essais (Flament, Mauvaka), 2 transformations (Jaminet x2), 5 pénalités (Jaminet x5)                                |
| 14 novembre 2021 | Matmut Atlantique, Bordeaux  | Géorgie          | V 41-15 | Test match              | Melvyn Jaminet - Damian Penaud, Gaël Fickou, Romain Ntamack, Matthis Lebel - (o) Matthieu Jalibert, (m) Antoine Dupont - Grégory Alldritt, Sekou Macalou, Anthony Jelonch - Romain Taofifénua, Cameron Woki - Uini Atonio, Julien Marchand, Cyril Baille 6 essais (pénalité, Jalibert, Penaud x2, Mauvaka x2), 3 transformations (Jaminet x3), 1 pénalité (Jaminet)          |
| 20 novembre 2021 | Stade de France, Saint-Denis | Nouvelle-Zélande | V 40-25 | Test match              | Melvyn Jaminet - Damian Penaud, Gaël Fickou, Jonathan Danty, Gabin Villière - (o) Romain NtamackMatthieu Jalibert, (m) Antoine Dupont - Grégory Alldritt, Anthony Jelonch, François Cros - Paul Willemse, Cameron Woki - Uini Atonio, Peato Mauvaka, Cyril Baille 4 essais (Mauvaka x2, Ntamack, Penaud), 4 transformations (Jaminet x4), 4 pénalités (Jaminet x4)           |

## Capitaines
C'est le troisième ligne Charles Ollivon, déjà capitaine l'année précédente, qui assure le rôle de capitaine durant le Tournoi des Six Nations. Cependant, à la suite de la blessure de celui-ci et la non-sélection de plusieurs joueurs cadres pour la tournée d'été en Australie, le brassard de capitaine revient à Anthony Jelonch pour les trois matchs de la tournée. Il est ensuite confié au demi de mêlée Antoine Dupont pour les trois matchs de la tournée d'automne, Charles Ollivon n'étant toujours pas rétabli. Le staff a choisi le demi de mêlée mais avait évoqué la possibilité pour plusieurs autres joueurs de porter le brassard comme Gaël Fickou, qui tient le rôle de vice-capitaine, Julien Marchand, Grégory Alldritt ou bien encore, comme en Australie, Anthony Jelonch.

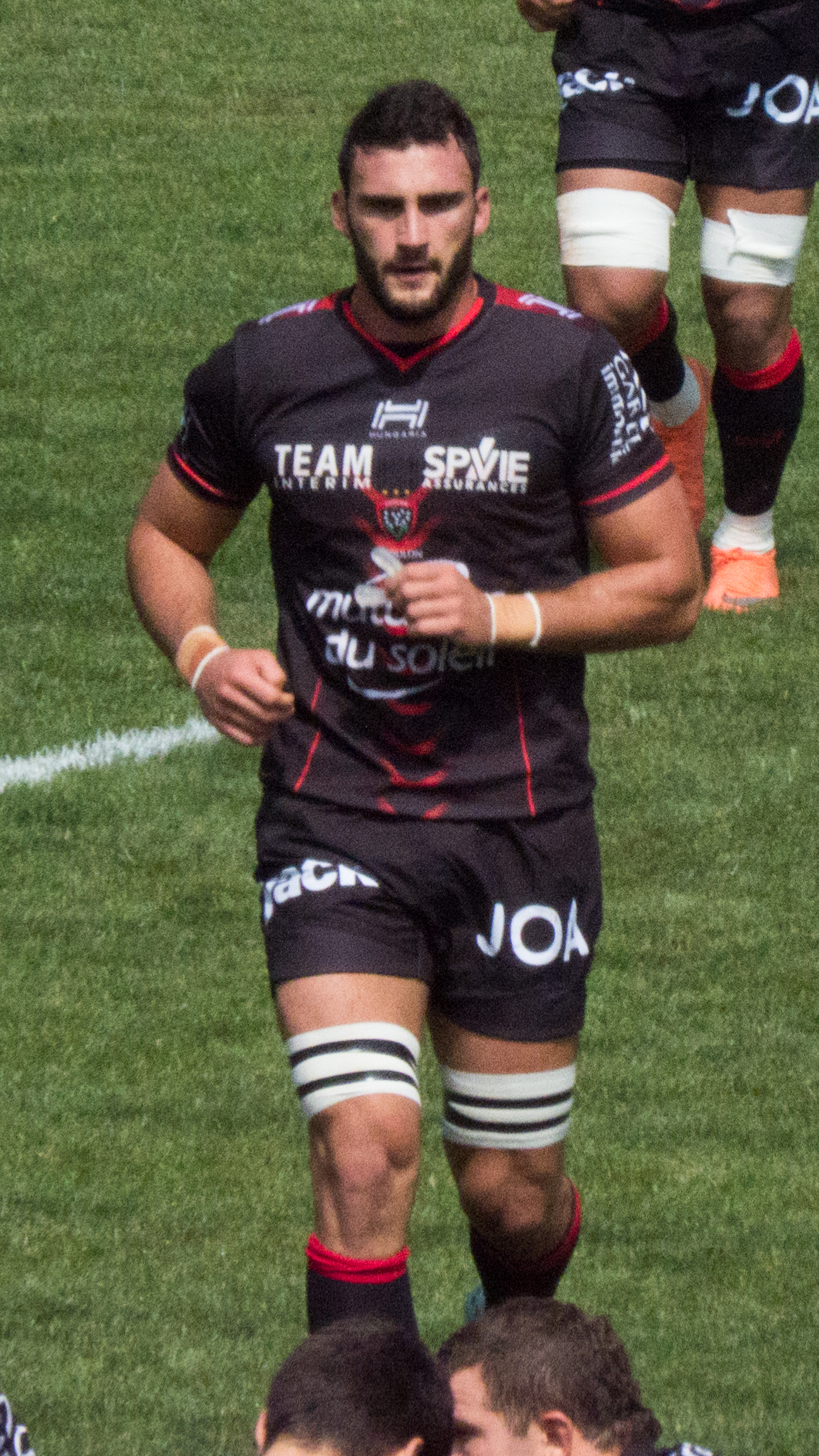
Charles Ollivon
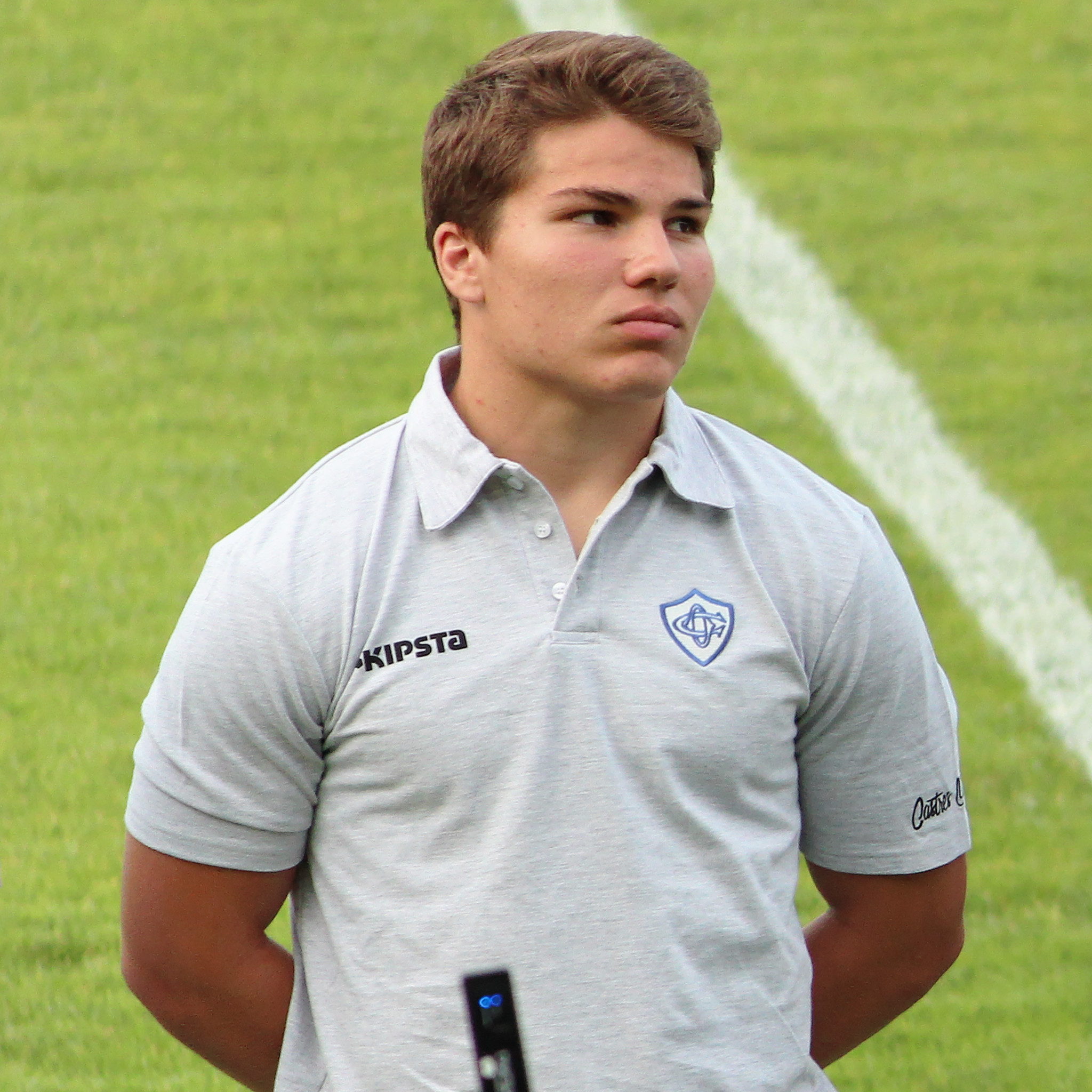
Antoine Dupont

## Joueurs
Cette année, au total, 57 joueurs de 12 clubs différents ont été sélectionnés, dont 16 pour la première fois. Au niveau des clubs, le Stade toulousain et le RC Toulon sont les deux premiers fournisseurs avec 9 joueurs chacun, le Racing 92 les suivants avec 8 joueurs sélectionnés. Seuls deux joueurs ont disputé l'ensemble des matches du XV de France, le deuxième ligne Romain Taofifénua et l'ailier Damian Penaud.
| Joueurs              | Club 2020-2021        | Club 2021-2022        | Pos.             | Sél. (Cap.) | Pts. | Ess. | Tr. | Pén. | Dp. |
| -------------------- | --------------------- | --------------------- | ---------------- | ----------- | ---- | ---- | --- | ---- | --- |
| Dorian Aldegheri     | Stade toulousain      | Stade toulousain      | Pilier           | 2           | -    | -    | -   | -    | -   |
| Grégory Alldritt     | Stade rochelais       | Stade rochelais       | 3e ligne         | 8           | -    | -    | -   | -    | -   |
| Uini Atonio          | Stade rochelais       | Stade rochelais       | Pilier           | 5           | -    | -    | -   | -    | -   |
| Pierre-Henri Azagoh  | Stade français        | Stade français        | 2e ligne         | 2           | -    | -    | -   | -    | -   |
| Cyril Baille         | Stade toulousain      | Stade toulousain      | Pilier           | 8           | -    | -    | -   | -    | -   |
| Demba Bamba          | Lyon OU               | Lyon OU               | Pilier           | 6           | -    | -    | -   | -    | -   |
| Pierre-Louis Barassi | Lyon OU               | Lyon OU               | Centre           | 1           | 5    | 1    | -   | -    | -   |
| Gaëtan Barlot        | Castres olympique     | Castres olympique     | Talonneur        | 4           | -    | -    | -   | -    | -   |
| Alexandre Bécognée   | Montpellier HR        | Montpellier HR        | 3e ligne         | 1           | -    | -    | -   | -    | -   |
| Pierre Bourgarit     | Stade rochelais       | Stade rochelais       | Talonneur        | 2           | -    | -    | -   | -    | -   |
| Anthony Bouthier     | Montpellier HR        | Montpellier HR        | Arrière          | 2           | -    | -    | -   | -    | -   |
| Louis Carbonel       | RC Toulon             | RC Toulon             | Demi d'ouverture | 3           | 8    | -    | 1   | 2    | -   |
| Cyril Cazeaux        | Union Bordeaux Bègles | Union Bordeaux Bègles | 2e ligne         | 3           | -    | -    | -   | -    | -   |
| Camille Chat         | Racing 92             | Racing 92             | Talonneur        | 3           | -    | -    | -   | -    | -   |
| Baptiste Couilloud   | Lyon OU               | Lyon OU               | Demi de mêlée    | 3           | 5    | 1    | -   | -    | -   |
| Dylan Cretin         | Lyon OU               | Lyon OU               | 3e ligne         | 8           | 5    | 1    | -   | -    | -   |
| François Cros        | Stade toulousain      | Stade toulousain      | 3e ligne         | 3           | -    | -    | -   | -    | -   |
| Jonathan Danty       | Stade français        | Stade rochelais       | Centre           | 5           | -    | -    | -   | -    | -   |
| Ibrahim Diallo       | Racing 92             | Racing 92             | 3e ligne         | 1           | -    | -    | -   | -    | -   |
| Brice Dulin          | Stade rochelais       | Stade rochelais       | Arrière          | 5           | 15   | 3    | -   | -    | -   |
| Antoine Dupont       | Stade toulousain      | Stade toulousain      | Demi de mêlée    | 8 (3)       | 15   | 3    | -   | -    | -   |
| Anthony Étrillard    | RC Toulon             | RC Toulon             | Talonneur        | 3           | -    | -    | -   | -    | -   |
| Sipili Falatea       | ASM Clermont          | ASM Clermont          | Pilier           | 2           | -    | -    | -   | -    | -   |
| Gaël Fickou          | Stade français        | Racing 92             | Centre           | 8           | 5    | 1    | -   | -    | -   |
| Thibaut Flament      | Stade toulousain      | Stade toulousain      | 2e ligne         | 3           | 5    | 1    | -   | -    | -   |
| Enzo Forletta        | Montpellier HR        | Montpellier HR        | Pilier           | 2           | -    | -    | -   | -    | -   |
| Killian Geraci       | Lyon OU               | Lyon OU               | 2e ligne         | 2           | -    | -    | -   | -    | -   |
| Jean-Baptiste Gros   | RC Toulon             | RC Toulon             | Pilier           | 9           | -    | -    | -   | -    | -   |
| Mohamed Haouas       | Montpellier HR        | Montpellier HR        | Pilier           | 6           | -    | -    | -   | -    | -   |
| Antoine Hastoy       | Section paloise       | Section paloise       | Demi d'ouverture | 1           | -    | -    | -   | -    | -   |
| Julien Hériteau      | RC Toulon             | RC Toulon             | Centre           | 1           | -    | -    | -   | -    | -   |
| Wilfrid Hounkpatin   | Castres olympique     | Castres olympique     | Pilier           | 1           | -    | -    | -   | -    | -   |
| Teddy Iribaren       | Racing 92             | Racing 92             | Demi de mêlée    | 2           | -    | -    | -   | -    | -   |
| Melvyn Jaminet       | USA Perpignan         | USA Perpignan         | Arrière          | 6           | 89   | -    | 13  | 21   | -   |
| Matthieu Jalibert    | Union Bordeaux Bègles | Union Bordeaux Bègles | Demi d'ouverture | 7           | 45   | 1    | 11  | 6    | -   |
| Anthony Jelonch      | Castres olympique     | Stade toulousain      | 3e ligne         | 10 (3)      | -    | -    | -   | -    | -   |
| Hassane Kolingar     | Racing 92             | Racing 92             | Pilier           | 1           | -    | -    | -   | -    | -   |
| Matthis Lebel        | Stade toulousain      | Stade toulousain      | Ailier           | 1           | -    | -    | -   | -    | -   |
| Bernard Le Roux      | Racing 92             | Racing 92             | 2e ligne         | 3           | -    | -    | -   | -    | -   |
| Maxime Lucu          | Union Bordeaux Bègles | Union Bordeaux Bègles | Demi de mêlée    | 2           | -    | -    | -   | -    | -   |
| Sekou Macalou        | Stade français        | Stade français        | 3e ligne         | 4           | -    | -    | -   | -    | -   |
| Julien Marchand      | Stade toulousain      | Stade toulousain      | Talonneur        | 7           | -    | -    | -   | -    | -   |
| Peato Mauvaka        | Stade toulousain      | Stade toulousain      | Talonneur        | 3           | 25   | 5    | -   | -    | -   |
| Romain Ntamack       | Stade toulousain      | Stade toulousain      | Demi d'ouverture | 5           | 21   | 1    | 2   | 4    | -   |
| Charles Ollivon      | RC Toulon             | RC Toulon             | 3e ligne         | 5 (5)       | 10   | 2    | -   | -    | -   |
| Damian Penaud        | ASM Clermont          | ASM Clermont          | Ailier           | 11          | 35   | 7    | -   | -    | -   |
| Baptiste Pesenti     | Section paloise       | Racing 92             | 2e ligne         | 2           | -    | -    | -   | -    | -   |
| Swan Rebbadj         | RC Toulon             | RC Toulon             | 2e ligne         | 2           | 5    | 1    | -   | -    | -   |
| Baptiste Serin       | RC Toulon             | RC Toulon             | Demi de mêlée    | 3           | -    | -    | -   | -    | -   |
| Romain Taofifenua    | RC Toulon             | Lyon OU               | 2e ligne         | 11          | 5    | 1    | -   | -    | -   |
| Teddy Thomas         | Racing 92             | Racing 92             | Ailier           | 6           | 10   | 2    | -   | -    | -   |
| Virimi Vakatawa      | Racing 92             | Racing 92             | Centre           | 3           | -    | -    | -   | -    | -   |
| Gabin Villière       | RC Toulon             | RC Toulon             | Ailier           | 6           | 10   | 2    | -   | -    | -   |
| Arthur Vincent       | Montpellier HR        | Montpellier HR        | Centre           | 7           | 5    | 1    | -   | -    | -   |
| Paul Willemse        | Montpellier HR        | Montpellier HR        | 2e ligne         | 7           | -    | -    | -   | -    | -   |
| Quentin Walcker      | USA Perpignan         | Castres olympique     | Pilier           | 2           | -    | -    | -   | -    | -   |
| Cameron Woki         | Union Bordeaux Bègles | Union Bordeaux Bègles | 3e ligne         | 7           | 5    | 1    | -   | -    | -   |

## Statistiques
Au total, le XV de France a inscrit 36 essais durant cette année et un total de 317 points.

### Meilleurs réalisateurs

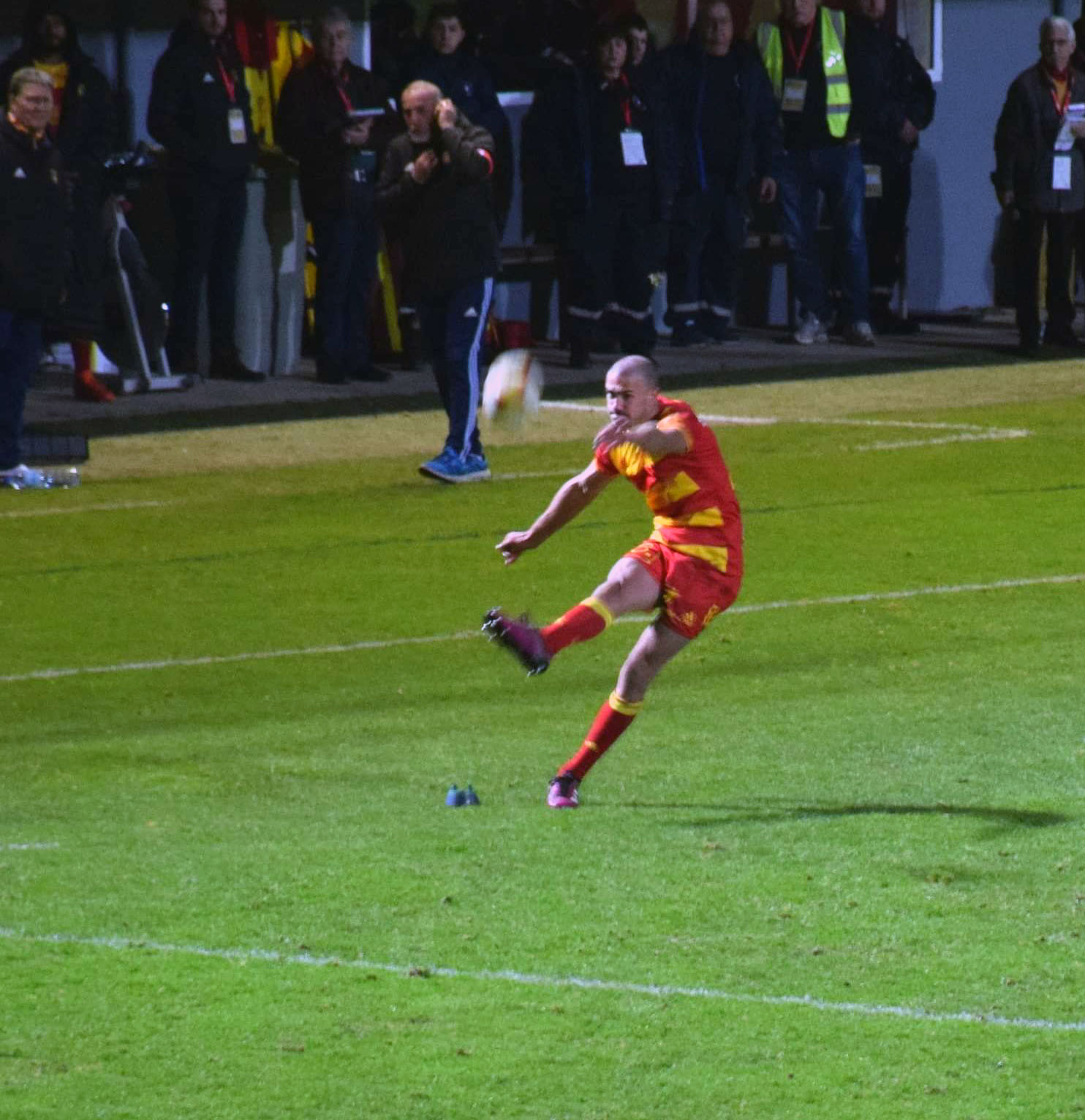
Melvyn Jaminet, ici sous le maillot de l'USA Perpignan quelques mois plus tôt, meilleur réalisateur des Bleus en 2021.

L'ouvreur Matthieu Jalibert, titulaire lors des quatre premiers matchs des Six Nations à la suite de la blessure de Romain Ntamack, inscrit 34 points dans cette compétition. Lors de la tournée en Australie, l'arrière Melvyn Jaminet prend définitivement le rôle de buteur à partir du deuxième match, rôle qu'il conservera lors de la tournée d'automne, inscrivant 89 points en six matchs.
| Rang | Joueur            | Poste            | Points | Essais | Transf. | Pén. | Drops |
| ---- | ----------------- | ---------------- | ------ | ------ | ------- | ---- | ----- |
| 1    | Melvyn Jaminet    | Arrière          | 89     | 0      | 13      | 21   | 0     |
| 2    | Matthieu Jalibert | Demi d'ouverture | 45     | 1      | 11      | 6    | 0     |
| 3    | Damian Penaud     | Ailier           | 35     | 7      | 0       | 0    | 0     |
| 4    | Peato Mauvaka     | Talonneur        | 25     | 5      | 0       | 0    | 0     |
| 5    | Romain Ntamack    | Demi d'ouverture | 21     | 1      | 2       | 4    | 0     |

### Meilleurs marqueurs

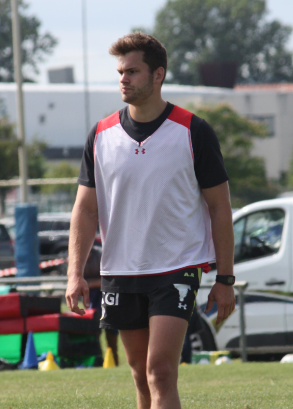
Damian Penaud, meilleur marqueur des Bleus de l'année 2021.

L'ailier Damian Penaud a inscrit 7 essais tout au long de l'année, il est l'un des rares joueurs à avoir disputé tous les matchs de l'équipe (11 sélections pour 10 titularisations). Le deuxième meilleur marqueur, le talonneur Peato Mauvaka, a lui réussi l'exploit de marquer ses cinq essais en trois matchs consécutifs lors de la tournée d'automne, avec notamment deux doublés face à la Géorgie et la Nouvelle-Zélande.
| Rang | Joueur          | Poste                | Essais |
| ---- | --------------- | -------------------- | ------ |
| 1    | Damian Penaud   | Ailier               | 7      |
| 2    | Peato Mauvaka   | Talonneur            | 5      |
| 3    | Antoine Dupont  | Demi de mêlée        | 3      |
| -    | Brice Dulin     | Arrière              | 3      |
| 5    | Gabin Villière  | Ailier               | 2      |
| -    | Charles Ollivon | Troisième ligne aile | 2      |
| -    | Teddy Thomas    | Ailier               | 2      |